# Arenthon
Arenthon település Franciaországban, Haute-Savoie megyében. Lakosainak száma 1998 fő (2022. január 1.). Arenthon Amancy, Bonneville, Contamine-sur-Arve, Cornier, Saint-Pierre-en-Faucigny és Scientrier községekkel határos.

## Népesség
A település népességének változása:
| Lakosok száma | 1544 | 1606 | 1728 | 1741 | 1804 | 1866 | 1888 | 1915 | 1998 |
|               | 2013 | 2015 | 2016 | 2017 | 2018 | 2019 | 2020 | 2021 | 2022 |